# Опел монца
Опел монца је аутомобил више средње класе немачког произвођача аутомобила Опела, који се производио у две генерације до 1986. године. Монца је спортски купе заснован на Опел сенатору А.

## Историјат
Произведене су две серије овог аутомобила:
- Монца A1 производила се од 1978. до 1982. године.
- Монца A2 се у производњи задржала од 1982. до 1986. године.

### Опел монца A1 (1978–1982)
Опел монца се појавио 1978. године. Заснован је на Опел сенатору, и од њега се разликује само по облику каросерије. Сенатор је седан са четвора врата, док је монца купе са троја врата.
| Бензински мотор | Бензински мотор | Бензински мотор | Бензински мотор | Бензински мотор   | Бензински мотор | Бензински мотор |
| Тип             | Радна запремина | Снага           | Обртни момент   | Максимална брзина | Убрзање 0-100   | Комб. потрошња  |
| --------------- | --------------- | --------------- | --------------- | ----------------- | --------------- | --------------- |
| [ 1 ]           | 2784 cm³        | 103 @ 5200      | 218 @ 3400      | 195 km/h          | 10 s            | 11.7            |
| [ 2 ]           | 2969 cm³        | 110 @ 5200      | 230 @ 3400      | 198 km/h          | 9.5             |                 |
| [ 3 ]           | 2969 cm³        | 132 @ 5800      | 243 @ 4500      | 215 km/h          | 8.5             | 11.8            |